# Heteropoda cavernicola
Heteropoda cavernicola là một loài nhện trong họ Sparassidae.
Loài này thuộc chi Heteropoda. Heteropoda cavernicola được Hugh Davies miêu tả năm 1994.